# Josephinisches Gesetzbuch
Das Josephinische Gesetzbuch  (Allgemeines bürgerliches Gesetzbuch) war ein von Joseph II. erlassenes allgemeines bürgerliches Gesetzbuch für die deutschen Erbländer der Habsburger, welches Zivilrecht enthielt. Es war von 1. Jänner 1787 bis zum 31. Dezember 1811 in Kraft.

## Geschichte
Gottfried Wilhelm Leibniz erhielt 1713 aus Wien eine Berufung zum Titular Reichshofrat und entwickelte einen ersten Plan zur Kodifikation des Zivilrechts, den Codex Leopoldinus. Maria Theresia setzte 1753 eine Kommission für einen Codex Theresianus ein, welcher 1766 als Entwurf vorlag, aber als zu kompliziert kritisiert wurde und nur als brauchbare Materialsammlung Anerkennung erfuhr.
1772 wurde die Kompilationskommission unter Beiziehung von Johann Bernhard Horten (1735–1786) angewiesen, den Codex Theresianus zu vereinfachen und sich nicht an das römische Recht zu binden. Um 1776 geriet die Arbeit wegen strittiger erbrechtlicher Fragen ins Stocken und wurde erst wieder 1780 erfolgreich aufgenommen. Es entstanden in gesonderten Regelungen die Ehepatente vom 16. Jänner 1783 (JGS 117) und 3. Mai 1786 (JGS 543) und das Erbfolgepatent vom 11. Mai 1786. Horten konzipierte auch noch das neue Gesetzbuch. Ein erster Teil wurde am 1. November 1786 verkündet (JGS 591, Patent), trat am 1. Jänner 1787 als Allgemeines bürgerliches Gesetzbuch in Kraft und wurde später Josephinisches Gesetzbuch genannt. Am 1. Jänner 1812 wurde es vom Allgemeinen Bürgerlichen Gesetzbuch abgelöst.